# Дрожжин Григорій Сергійович
Григорій Сергійович Дрожжин (нар. 1916, село Гладкове, тепер Білокуракинського району Луганської області — ?) — український радянський діяч, бригадир слюсарів-ремонтників парових машин прокатного цеху Ворошиловградського паровозобудівного заводу імені Жовтневої революції. Депутат Верховної Ради УРСР 3-го скликання.

## Біографія
Народився у селянській родині. У 1930 році переїхав до міста Луганська.
З 1934 року — учень слюсаря, слюсар Ворошиловградського паровозобудівного заводу імені Жовтневої революції.
З травня 1940 року — в Червоній армії. Учасник німецько-радянської війни з 1941 року. Служив старшим збройним майстром майстерні артилерійсько-технічного (бойового) постачання 1347-го стрілецького полку 225-ї стрілецької дивізії 3-го Прибалтійського фронту.
Після демобілізації у 1946 році повернувся на Ворошиловградський паровозобудівний завод імені Жовтневої революції. Працював слюсарем 7-го розряду в прокатному цеху заводу.
З 1950 року — бригадир слюсарів-ремонтників парових машин прокатного цеху Ворошиловградського паровозобудівного заводу імені Жовтневої революції.

## Звання
- старшина

## Нагороди
- орден Червоної Зірки (28.09.1944)
- медалі